# Sambar (cuisine)
Pour les articles homonymes, voir Sambar (homonymie).
Le sambar, sambhar ou sambaaru (marathi : सांबार ; tamoul : சாம்பார் ; kannada : ಸಾಂಬಾರು ; malayalam : സാമ്പാര്‍ ; télougou : సాంబారు), est un plat traditionnel de l'Inde du Sud à base de pois d'Angole.
Son origine remonte au XVIIe siècle, lorsqu'il fut créé dans les cuisines du palais de Tanjore par le souverain Shahuji. En effet, d'après la légende, le roi désireux de cuisiner par ses propres mains pour son hôte du jour, l'empereur marathe Sambhaji, modifia l'amti (plat marathe) qu'il préparait en remplaçant certains ingrédients tels que les haricots mungo et le mangoustan par le pois d'Angole et la pulpe de tamarin. Le résultat fut baptisé sambhar, en l'honneur de l'illustre invité.
Le plat s'est ainsi diffusé par le biais des Marathes de Tanjore jusqu'aux états du Maharashtra, du Karnataka, de l'Andhra Pradesh, du Telangana et arriva plus tard au Kerala. Puis la recette s'est répandue durant les temps modernes par le biais des communautés expatriées indiennes dans les pays étrangers, tels que Maurice, le Sri Lanka, la Malaisie…